# Räsy
Räsy är en ö i Finland. Den ligger i sjön Viinijärvi och i kommunen Outokumpu i den ekonomiska regionen  Joensuu ekonomiska region  och landskapet Norra Karelen, i den sydöstra delen av landet, 400 km nordost om huvudstaden Helsingfors. Öns area är 16,9 hektar och dess största längd är 0,8 kilometer i sydöst-nordvästlig riktning.